# Rhyacophila parantra
Rhyacophila parantra là một loài Trichoptera trong họ Rhyacophilidae. Chúng phân bố ở miền Tân bắc.